# 新濱松站
新濱松站（日语：／ Shin-Hamamatsu eki */?）是位於靜岡縣濱松市中央區鍛冶町4番地，遠州鐵道的鐵道線車站（起點站）。車站編號為01。
此站可轉乘東海旅客鐵道(JR東海)濱松站。

## 概要
車站位於靜岡縣西部政令指定都市——濱松市中心位置。，為遠州鐵道最多上落人次的車站。車站鄰近東海道新幹線和在來線東海道本線車站——濱松站，也鄰近濱松站巴士總站。連同此站，成為靜岡縣西部（遠州地域）的交通據點。

## 歷史

### 站名的由來
車站曾經名為「旭町」，該站名取自（濱松市旭町，現時：濱松市中央區旭町）。後來，由於為了表示國鐵後新的濱松站，因此車站改名為「新濱松」。

### 年表
- 1927年（昭和2年）9月1日 - 旭町站啟用，車站位於國鐵（現：JR）濱松站東北的濱松市旭町內。另外一座名為「遠電大廈」的鋼筋近代建築物建成。遠州電氣鐵道（當時）的總部位於該大廈內，在重組至遠州鐵道，直至遷移至臨時車站大樓前總部一直位於該處。
- 1953年（昭和28年）8月1日 - 改名為新濱松站。
- 1981年（昭和56年）2月4日 - 隨著車站高架化，同時進行了再開發事業。舊車站大樓需要撤走，遷移至臨時車站大樓，營業距離縮短0.1公里。
- 1985年（昭和60年）12月1日 - 隨著車站高架化，濱松站向西北遷移。舊車站的遺址建設了濱松名鐵酒店（日语：浜松名鉄ホテル）。
- 1987年（昭和62年）12月1日 - 檢票口與月台之間的上行扶手電梯開始使用。
- 1988年（昭和63年）9月14日 - 遠鐵百貨店開幕。此站增設聯絡通道。
- 2004年（平成16年）4月1日 - 車站大樓翻新，無障礙化工程竣工。1樓至檢票口之間的上行扶手電梯和升降機（2台）開始使用。於高架橋下的商業設施「UP-ON」開幕，上述設施建設前沒有任何特別設施存在。

## 車站構造
此站是高架車站，設有2面2線的相對式月台。此站是直營車站，設有車站大樓。月台位於3樓，檢票口位於2樓，2樓設有聯絡橋連接遠鐵百貨店。
除了早上和晚上外，列車的出發時間統一為每小時00、12、24、36、48分，以方便乘客乘車。
此站至遠州醫院站之間建設新川暗渠上方的高架橋中。另外，於車站高架化前，該處曾經是國鐵濱松站內遺址。
在高架化前的車站位置是鄰近濱松皇冠酒店。

### 月台
| 月台編號 | 月台 | 路線            | 上下行 | 方向             | 備註                                                 |
| -------- | ---- | --------------- | ------ | ---------------- | ---------------------------------------------------- |
| 1        | 西邊 | ■遠州鐵道鐵道線 | 下行   | 濱北、西鹿島方向 | -                                                    |
| 2        | 東邊 | ■遠州鐵道鐵道線 | 下行   | 濱北、西鹿島方向 | 除了繁忙時間外，基本上不會使用。通常時用作停泊列車。 |

- 通常只會使用1號月台，2號月台只會在部分繁忙時間或「濱松節（日语：浜松まつり）」當天才會使用。通常由於西鹿島站的車廠容量關係，列車停泊於2號月台。沒有升降機或扶手電梯連接2號月台，只有樓梯前往2號月台。另外，此站引入了發車音樂。樂曲為遠鐵集團歌曲「與城市共存」。曾經使用與東武野田線東武東上線森林公園站相同的音樂。

## 使用狀況
在2018年度（平成30年度）的總乘車人次為3,011,026人，下車人次為2,995,949。在乘車和下車中，都是同線所有18座車站中最多。此站的乘客主要來自市內前往周邊地方上學，上班的人士。
以下為不同年度的乘車人次和下車人次：
| 一年總間乘車人次和下車人次彎化 | 一年總間乘車人次和下車人次彎化 | 一年總間乘車人次和下車人次彎化 | 一年總間乘車人次和下車人次彎化 |
| 年度                           | 遠州鐵道                       | 遠州鐵道                       | 參考資料、備註                 |
| 年度                           | 乘車人次                       | 下車人次                       | 參考資料、備註                 |
| ------------------------------ | ------------------------------ | ------------------------------ | ------------------------------ |
| 1980年度（昭和55年度）         | 1,620,646 人                   | 1,567,517 人                   | [ 2 ]                          |
| 1981年度（昭和56年度）         | 1,544,659 人                   | 1,368,466 人                   | [ 3 ]                          |
| 1982年度（昭和57年度）         | 1,851,373 人                   | 1,662,686 人                   | [ 4 ]                          |
| 1983年度（昭和58年度）         | 1,927,310 人                   | 1,725,108 人                   | [ 5 ]                          |
| 1984年度（昭和59年度）         | 1,854,016 人                   | 1,708,067 人                   | [ 6 ]                          |
| 1985年度（昭和60年度）         | 1,810,001 人                   | 1,707,392 人                   | [ 7 ]                          |
| 1986年度（昭和61年度）         | 1,802,506 人                   | 1,757,731 人                   | [ 8 ]                          |
| 1987年度（昭和62年度）         | 2,015,055 人                   | 1,948,167 人                   | [ 9 ]                          |
| 1988年度（昭和63年度）         | 2,284,933 人                   | 2,201,133 人                   | [ 10 ]                         |
| 1989年度（平成元年度）         | 2,368,233 人                   | 2,285,498 人                   | [ 11 ]                         |
| 1990年度（平成2年度）          | 2,530,920 人                   | 2,460,397 人                   | [ 12 ]                         |
| 1991年度（平成3年度）          | 2,692,663 人                   | 2,627,452 人                   | [ 13 ]                         |
| 1992年度（平成4年度）          | 2,807,765 人                   | 2,743,562 人                   | [ 14 ]                         |
| 1993年度（平成5年度）          | 2,935,735 人                   | 2,870,249 人                   | [ 15 ]                         |
| 1994年度（平成6年度）          | 3,003,368 人                   | 2,955,025 人                   | [ 16 ]                         |
| 1995年度（平成7年度）          | 3,012,814 人                   | 2,974,626 人                   | [ 17 ]                         |
| 1996年度（平成8年度）          | 2,945,864 人                   | 2,926,159 人                   | [ 18 ]                         |
| 1997年度（平成9年度）          | 2,713,615 人                   | 2,700,993 人                   | [ 19 ]                         |
| 1998年度（平成10年度）         | 2,959,717 人                   | 2,855,209 人                   | [ 20 ]                         |
| 1999年度（平成11年度）         | 2,828,773 人                   | 2,799,804 人                   | [ 21 ]                         |
| 2000年度（平成12年度）         | 2,877,819 人                   | 2,855,440 人                   | [ 22 ]                         |
| 2001年度（平成13年度）         | 2,906,642 人                   | 2,903,755 人                   | [ 23 ]                         |
| 2002年度（平成14年度）         | 2,861,528 人                   | 2,810,170 人                   | [ 24 ]                         |
| 2003年度（平成15年度）         | 2,873,871 人                   | 2,834,630 人                   | [ 25 ]                         |
| 2004年度（平成16年度）         | 2,884,136 人                   | 2,877,723 人                   | [ 26 ]                         |
| 2005年度（平成17年度）         | 2,836,848 人                   | 2,794,802 人                   | [ 27 ]                         |
| 2006年度（平成18年度）         | 2,828,356 人                   | 2,787,227 人                   | [ 28 ]                         |
| 2007年度（平成19年度）         | 2,882,480 人                   | 2,851,704 人                   | [ 29 ]                         |
| 2008年度（平成20年度）         | 2,858,087 人                   | 2,817,806 人                   | [ 30 ]                         |
| 2009年度（平成21年度）         | 2,715,372 人                   | 2,667,330 人                   | [ 31 ]                         |
| 2010年度（平成22年度）         | 2,634,377 人                   | 2,614,881 人                   | [ 32 ]                         |
| 2011年度（平成23年度）         | 2,682,123 人                   | 2,627,438 人                   | [ 33 ]                         |
| 2012年度（平成24年度）         | 2,770,047 人                   | 2,734,439 人                   | [ 34 ]                         |
| 2013年度（平成25年度）         | 2,769,049 人                   | 2,732,660 人                   | [ 35 ]                         |
| 2014年度（平成26年度）         | 2,832,295 人                   | 2,798,019 人                   | [ 36 ]                         |
| 2015年度（平成27年度）         | 2,885,535 人                   | 2,858,467 人                   | [ 37 ]                         |
| 2016年度（平成28年度）         | 2,916,440 人                   | 2,894,482 人                   | [ 38 ]                         |
| 2017年度（平成29年度）         | 2,947,485 人                   | 2,928,585 人                   | [ 39 ]                         |
| 2018年度（平成30年度）         | 3,011,026 人                   | 2,995,949 人                   | [ 1 ]                          |

## 車站周邊
- 濱松站 - JR東海（東海道本線、東海道新幹線）
  - 車站大廈中設有 「MAY-ONE（日语：メイワン）」和站內的「驛町」。
- 濱松站巴士總站（日语：浜松駅バスターミナル）
  - 設有遠州鐵道（日语：遠鉄バス）的一般巴士路線和各公司的高速巴士停靠。詳細參見上述條目。
- 遠鐵百貨店（日语：遠鉄百貨店）
- Bic Camera濱松店
- 濱松皇冠酒店（日语：ホテルクラウンパレス浜松）
- 新聞塔（日语：プレスタワー）
- Zaza City濱松（日语：ザザシティ浜松）
- Kaji町廣場（日语：かじ町プラザ）
- Act City濱松
  - 濱松Act Tower
  - 濱松大倉酒店（日语：オークラアクトシティホテル浜松）
  - 濱松市樂器博物館
- 濱松市政廳（日语：浜松市役所） 站前市民服務中心
- FM-Haro!（日语：浜松エフエム放送） 衛星工作室（日语：サテライトスタジオ）
- 濱松科學館（日语：浜松科学館）
- 日本生命大廈
- 佐鳴預備校（日语：佐鳴予備校）綜合教育中心大樓

## 巴士路線
- 一般巴士路線 - 遠州鐵道巴士（日语：遠鉄バス）
- 高速巴士 - e-wing（日语：e-wing） ・ e-LineR（日语：e-LineR）（遠州鐵道巴士）、東名公路巴士（日语：東名ハイウェイバス）（JR東海巴士）

另外，除了濱松站巴士總站外，車站也鄰近田町中央通巴士站。

## 圖畫

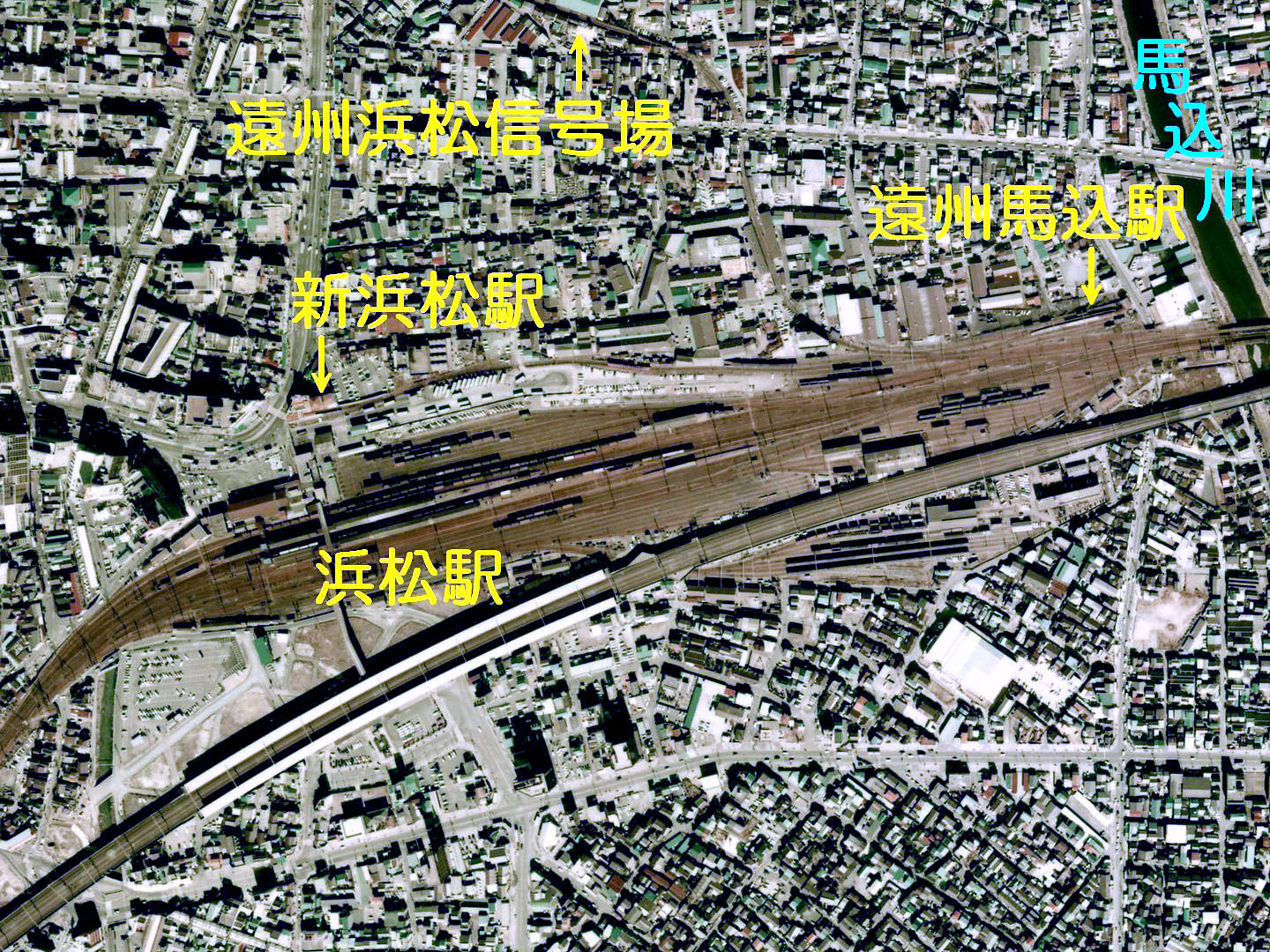
1975年的新濱松站周邊。國鐵濱松站位於東北方基於日本國土交通省之国土画像情報（彩色航拍）製作
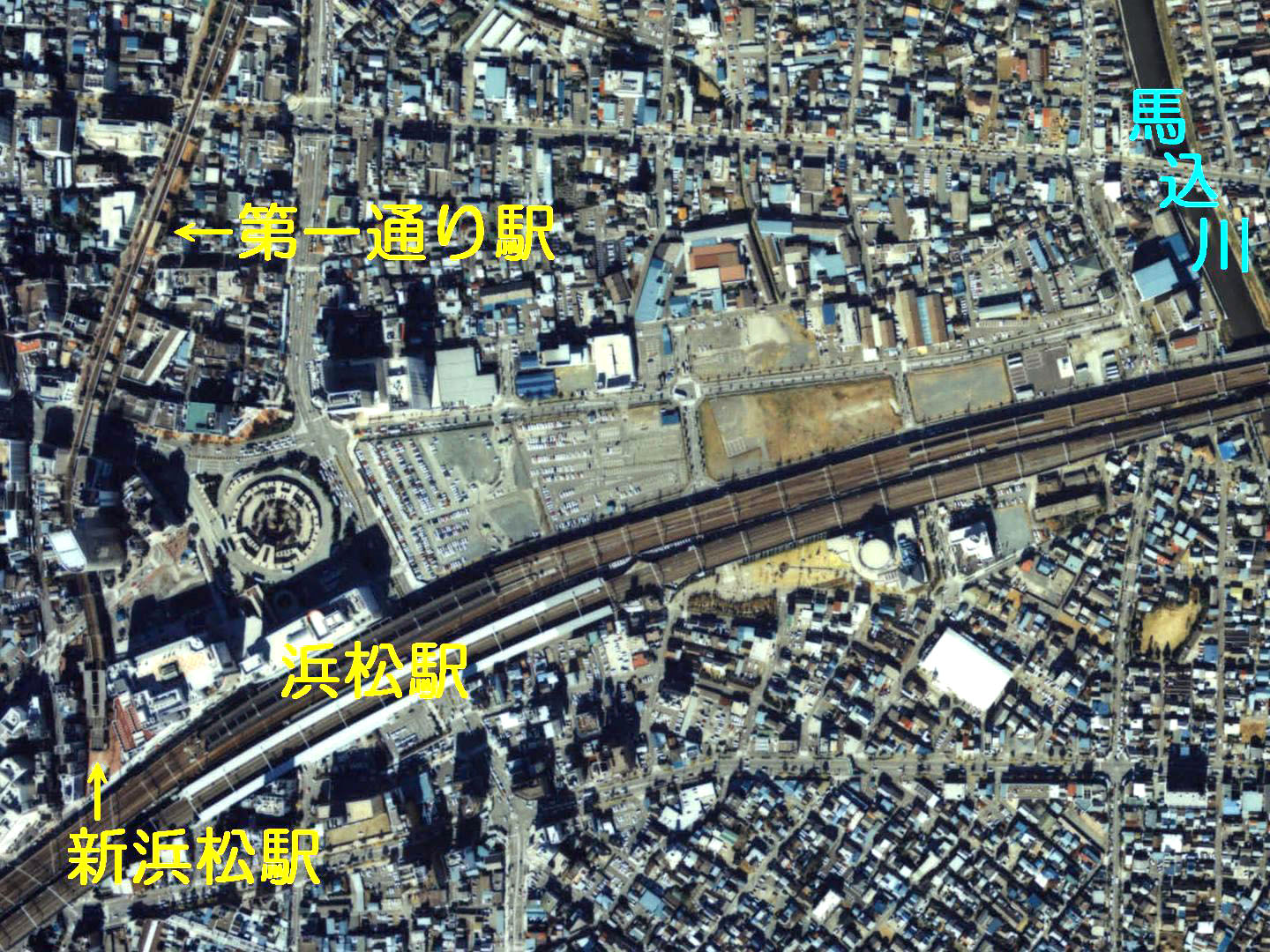
1988年的新濱松站周邊。JR東海濱松站位於西北方基於日本國土交通省之国土画像情報（彩色航拍）製作
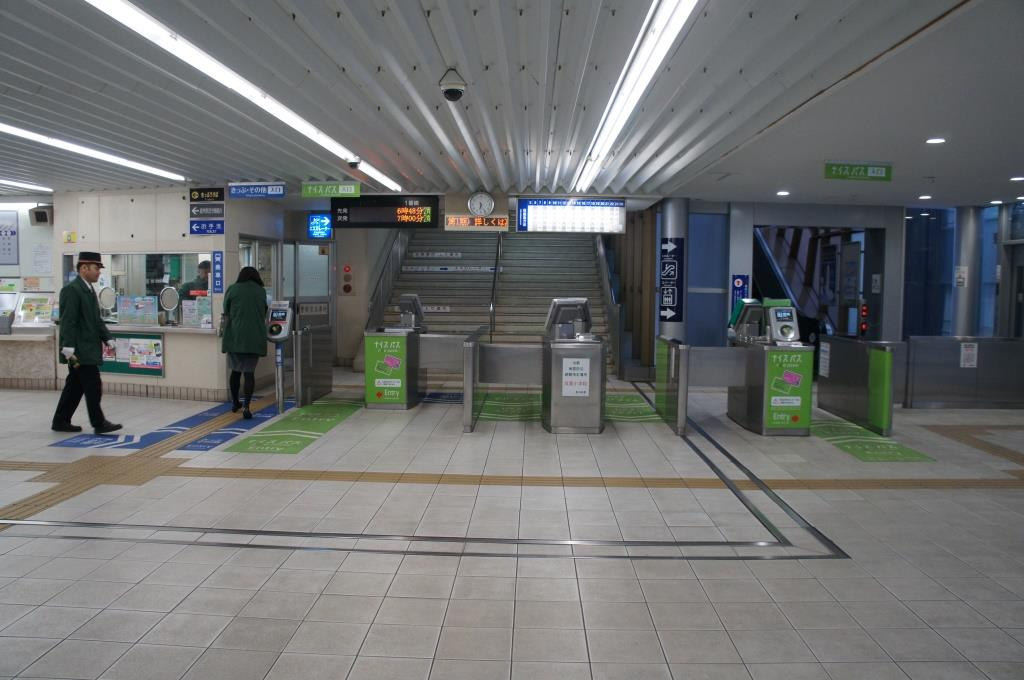
檢票口 （2016年4月26日）
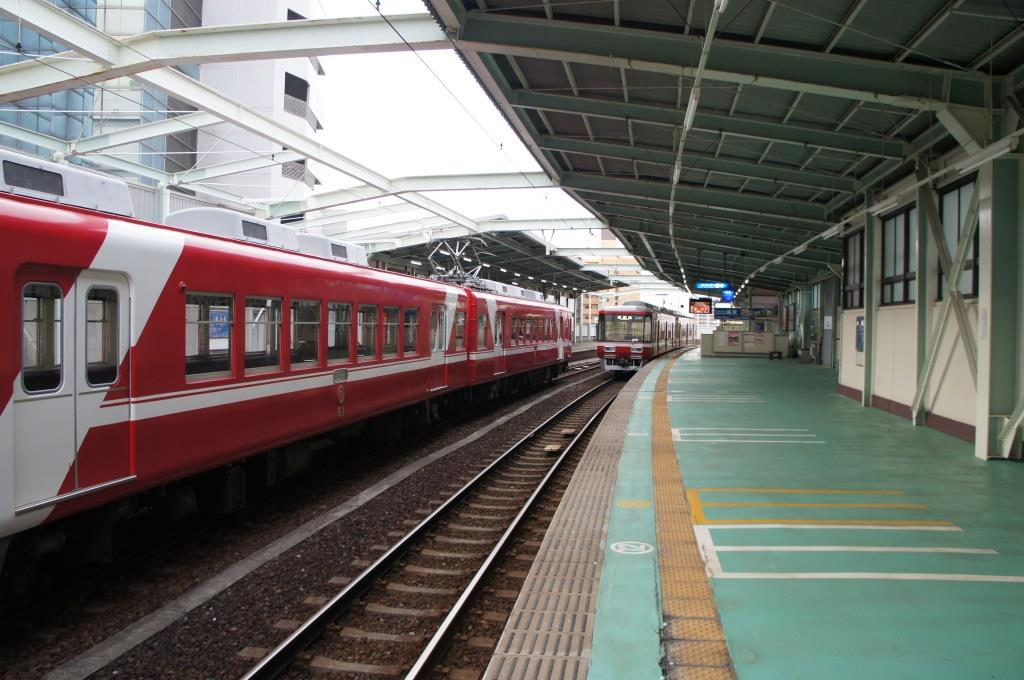
月台 （2016年4月26日）
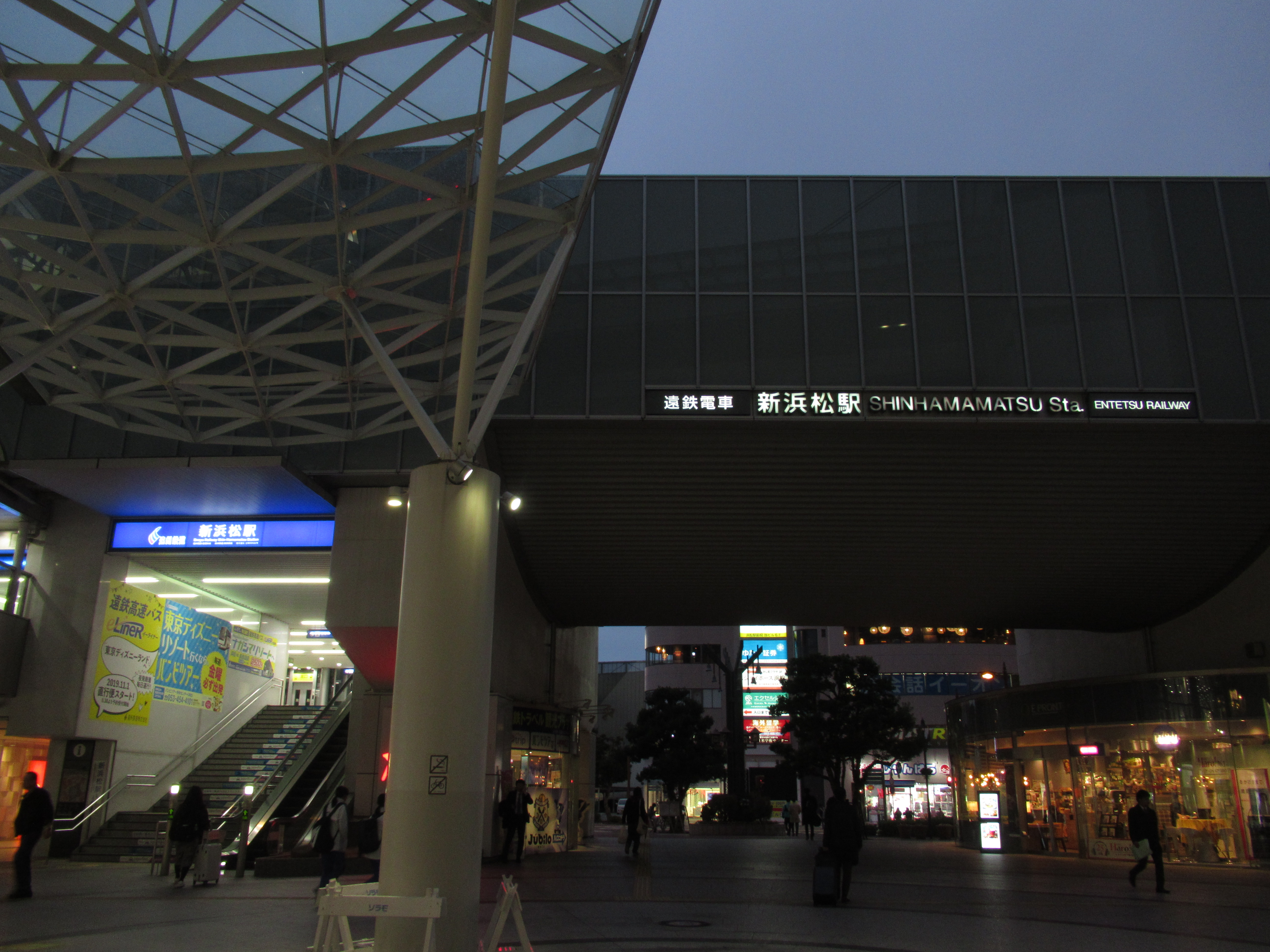
車站外觀全景 （2019年12月26日）

## 相鄰車站
遠州鐵道
■鐵道線
新濱松（01）－第一通（02）
（舊路線）
遠州鐵道
鐵道線
新濱松－遠州馬込

## 注腳
1. 1 2  《靜岡縣統計年鑑 平成30年》 運輸・通信 鉄道運輸状況 （页面存档备份，存于）（日語）
2. ↑  《靜岡縣統計年鑑 昭和55年》 NDL 82024736 pp. 287-289
3. ↑  《靜岡縣統計年鑑 昭和56年》 NDL 83020918 pp. 287-289
4. ↑  《靜岡縣統計年鑑 昭和57年》 NDL 84021214 pp. 279-281
5. ↑  《靜岡縣統計年鑑 昭和58年》 NDL 85042552 pp. 279-281
6. ↑  《靜岡縣統計年鑑 昭和59年》 書誌情報 （页面存档备份，存于） pp. 279-281
7. ↑  《靜岡縣統計年鑑 昭和60年》 運輸・通信 私鉄運輸状況 （页面存档备份，存于）（日語）
8. ↑  《靜岡縣統計年鑑 昭和61年》 運輸・通信 私鉄運輸状況 （页面存档备份，存于）（日語）
9. ↑  《靜岡縣統計年鑑 昭和62年》 運輸・通信 鉄道運輸状況 （页面存档备份，存于）（日語）
10. ↑  《靜岡縣統計年鑑 昭和63年》 運輸・通信 鉄道運輸状況 （页面存档备份，存于）（日語）
11. ↑  《靜岡縣統計年鑑 平成元年》 運輸・通信 鉄道運輸状況 （页面存档备份，存于）（日語）
12. ↑  《靜岡縣統計年鑑 平成2年》 運輸・通信 鉄道運輸状況 （页面存档备份，存于）（日語）
13. ↑  《靜岡縣統計年鑑 平成3年》 運輸・通信 鉄道運輸状況 （页面存档备份，存于）（日語）
14. ↑  《靜岡縣統計年鑑 平成4年》 運輸・通信 鉄道運輸状況 （页面存档备份，存于）（日語）
15. ↑  《靜岡縣統計年鑑 平成5年》 運輸・通信 鉄道運輸状況 （页面存档备份，存于）（日語）
16. ↑  《靜岡縣統計年鑑 平成6年》 運輸・通信 鉄道運輸状況 （页面存档备份，存于）（日語）
17. ↑  《靜岡縣統計年鑑 平成7年》 運輸・通信 鉄道運輸状況 （页面存档备份，存于）（日語）
18. ↑  《靜岡縣統計年鑑 平成8年》 運輸・通信 鉄道運輸状況 （页面存档备份，存于）（日語）
19. ↑  《靜岡縣統計年鑑 平成9年》 運輸・通信 鉄道運輸状況 （页面存档备份，存于）（日語）
20. ↑  《靜岡縣統計年鑑 平成10年》 運輸・通信 鉄道運輸状況 （页面存档备份，存于）（日語）
21. ↑  《靜岡縣統計年鑑 平成11年》 運輸・通信 鉄道運輸状況 （页面存档备份，存于）（日語）
22. ↑  《靜岡縣統計年鑑 平成12年》 運輸・通信 鉄道運輸状況 （页面存档备份，存于）（日語）
23. ↑  《靜岡縣統計年鑑 平成13年》 運輸・通信 鉄道運輸状況 （页面存档备份，存于）（日語）
24. ↑  《靜岡縣統計年鑑 平成14年》 運輸・通信 鉄道運輸状況 （页面存档备份，存于）（日語）
25. ↑  《靜岡縣統計年鑑 平成15年》 運輸・通信 鉄道運輸状況 （页面存档备份，存于）（日語）
26. ↑  《靜岡縣統計年鑑 平成16年》 運輸・通信 鉄道運輸状況 （页面存档备份，存于）（日語）
27. ↑  《靜岡縣統計年鑑 平成17年》 運輸・通信 鉄道運輸状況 （页面存档备份，存于）（日語）
28. ↑  《靜岡縣統計年鑑 平成18年》 運輸・通信 鉄道運輸状況 （页面存档备份，存于）（日語）
29. ↑  《靜岡縣統計年鑑 平成19年》 運輸・通信 鉄道運輸状況 （页面存档备份，存于）（日語）
30. ↑  《靜岡縣統計年鑑 平成20年》 運輸・通信 鉄道運輸状況 （页面存档备份，存于）（日語）
31. ↑  《靜岡縣統計年鑑 平成21年》 運輸・通信 鉄道運輸状況 （页面存档备份，存于）（日語）
32. ↑  《靜岡縣統計年鑑 平成22年》 運輸・通信 鉄道運輸状況 （页面存档备份，存于）（日語）
33. ↑  《靜岡縣統計年鑑 平成23年》 運輸・通信 鉄道運輸状況 （页面存档备份，存于）（日語）
34. ↑  《靜岡縣統計年鑑 平成24年》 運輸・通信 鉄道運輸状況 （页面存档备份，存于）（日語）
35. ↑  《靜岡縣統計年鑑 平成25年》 運輸・通信 鉄道運輸状況 （页面存档备份，存于）（日語）
36. ↑  《靜岡縣統計年鑑 平成26年》 運輸・通信 鉄道運輸状況 （页面存档备份，存于）（日語）
37. ↑  《靜岡縣統計年鑑 平成27年》 運輸・通信 鉄道運輸状況 （页面存档备份，存于）（日語）
38. ↑  《靜岡縣統計年鑑 平成28年》 運輸・通信 鉄道運輸状況 （页面存档备份，存于）（日語）
39. ↑  《靜岡縣統計年鑑 平成29年》 運輸・通信 鉄道運輸状況 （页面存档备份，存于）（日語）

## 外部連結
- 新濱松（遠鐵電車各站資訊） （页面存档备份，存于）（日語）
- 周邊地圖（Mapion） （页面存档备份，存于）（日語）